# آنا كريستينا أوليفيرا
آنا كريستينا أوليفيرا (بالبرتغالية: Ana Cristina de Oliveira‏) هي عارضة وممثلة أمريكية، ولدت في 24 يوليو 1973 في البرتغال.

## وصلات خارجية
- آنا كريستينا أوليفيرا على موقع IMDb (الإنجليزية)
- آنا كريستينا أوليفيرا على موقع ميوزك برينز (الإنجليزية)
- آنا كريستينا أوليفيرا على موقع قاعدة بيانات الفيلم (الإنجليزية)